# Prefect van Groningen
De prefect van Groningen was in de middeleeuwen de vertegenwoordiger van de Utrechtse bisschop in de stad Groningen en het Gorecht. De functie wordt voor het eerst genoemd in 1145 als bisschop Hartbert zijn broer Ludolf tot prefect benoemt. Het aanstellen van een prefect of burggraaf in Groningen was waarschijnlijk vooral bedoeld om de afstand tussen Utrecht en Groningen te overbruggen. Binnen de stad komt de prefect al vrij snel in conflict met de stedelijke elite die zichzelf prima in staat acht de stad zelf te besturen. In het Gorecht weet de prefect zijn positie langer te handhaven, maar in 1392 weet de stad de rechten op het Gorecht in pacht te krijgen van het Domkapittel, waarmee er een einde komt aan de positie van de prefect.

## Groningen en de bisschop van Utrecht
De oudste vermelding van de stad Groningen dateert uit 1040 als keizer Hendrik III een deel van zijn koningsgoed aan het kapittel van het bisdom Utrecht schenkt. De bisschop zelf heeft waarschijnlijk eerder al een ander deel van de palts van de keizer gekregen. Bovendien wordt ook het wereldlijke gezag over Drenthe door de keizer aan de bisschop gegeven, Groningen is van oorsprong een Drents dorp. De bisschop heeft daarmee zeggenschap over het dorp gekregen, hoewel de precieze reikwijdte daarvan uit de schaarse bronnen niet heel duidelijk wordt.
Het dorp Groningen ontwikkelt zich in de 11e en 12e eeuw voorspoedig en krijgt stedelijke kenmerken. In deze periode laat de bisschop de Sint Walburgkerk bouwen, direct naast de oudste parochiekerk van de stad, de Maartenskerk. De Walburgkerk is waarschijnlijk bedoeld als uiting van de bisschoppelijke positie in de stad, maar al in de twaalfde eeuw wordt het recht van de bisschop op de kerk door de stadjers betwist. De stad komt ook meermalen in opstand tegen de bisschop, waarbij groepen uit de dan nog Friese Ommelanden zich met facties van de stadsbevolking verenigen.  De bisschop weet veelal na verloop van tijd zijn positie te bevestigen, maar ziet in dat de afstand van Utrecht tot Groningen te groot is om de stad blijvend te beheersen.

## De prefect
Bisschop Hartbert probeert zijn positie in het noordelijke deel van zijn gebieden te versterken door het inschakelen van zijn familie. In 1139 benoemt hij zijn  broer Ludolf tot prefect in Groningen, zijn broer Leffart wordt kastelein in Coevorden en vertegenwoordigt de bisschop in Drenthe met uitzondering van het Gorecht. Beide functies worden echter erfelijk, waardoor de persoonlijke band tussen bisschop en prefect en bisschop en kastelein na het overlijden van Hartbert verdwijnt. Met name de kastelein van Coevorden streeft naar een eigen positie en weet zich daarbij veelal gesteund door zijn familie in de stad, of als dat beter uitkwam, de tegenstanders van zijn familie. In 1227 leidde dat uiteindelijk tot de slag bij Ane.
Binnen de stad heeft de prefect een lastige positie. Als vertegenwoordiger van de bisschop is hij gericht naar het zuiden. De stad zelf is echter vooral gericht op de Friese Ommelanden. Voor de Ommelanden is de stad de natuurlijke marktplaats. De Ommelanden zelf hebben geen band met Utrecht, kerkelijk maken zij deel uit van het bisdom Münster, wereldlijk zijn het min of meer onafhankelijke landschappen. 
In de kroniek van Bloemhof wordt beschreven hoe groepen uit de Ommelanden zich bemoeien met de machtsstrijd binnen de stad. Daarbij lijkt er een verbond te bestaan tussen de burgerij die zich tegen de prefect verzet en de Friese Ommelanders. In hoeverre de prefect in de dertiende eeuw daadwerkelijk gezag kon uitoefenen binnen de stad is onduidelijk. Bronnen uit deze periode zijn schaars. Er is sprake van een strijd rond het geslacht van de Gelkingen. De stad werd regelmatig belegerd en ingenomen. De Ommelanders eisen het neerhalen van de stadsmuren aan de noordkant van de stad, zodat zij vrij toegang krijgen, de zuidkant mag wel beschermd blijven. 
In 1310 bepaalt bisschop Gwijde van Avesnes in een geschil tussen de prefect Ludolf van Gronebeke en de stad dat iedereen zich moet neerleggen bij de beslissing van de meerderheid van de raad. Impliciet erkent de bisschop daarmee de zelfstandigheid van de stad én het einde van de zelfstandige positie van de prefect binnen de stad.

## De Prefectenhof
De prefect heeft binnen de stad over een eigen steenhuis beschikt. De plaats van dat huis, veelal aangeduid als zijn hof, is lang onzeker geweest. Uit de bronnen blijkt dat het huis al in de veertiende eeuw verdwenen was.
Aan het einde van de twintigste eeuw werd de plaats van de prefectenhof vastgesteld bij opgravingen op de plaats van het Oude Politiebureau, direct ten noorden van de Martinitoren. De fundamenten van een relatief zeer groot steenhuis werden toen blootgelegd. Ter plaatse staat nu de Prefectenhof, waar een aantal diensten van de gemeente Groningen is gevestigd.

## Selwerd
De prefect was oorspronkelijk aangesteld als vertegenwoordiger van de bisschop in het Gorecht, met inbegrip van de stad, die binnen het Gorecht lag. Het gebied stond oorspronkelijk bekend als het Go en Wold. Later raakt het ook bekend als het Gerecht van Selwerd. De prefectuur is dan in handen van leden van het geslacht Selwerd. Selwerd zelf was een klein gebied dat oorspronkelijk tot Hunsingo behoorde, maar op enig moment een zelfstandig landje moet zijn geworden. Later, toen de prefecten hun positie steeds meer moesten prijsgeven aan de stad, werd Selwerd tot het Gorecht gerekend en werd de naam Gerecht van Selwerd de aanduiding voor het Gorecht én Selwerd samen.

## Lijst van prefecten
De geschiedschrijving van de stad Groningen concentreert zich vooral op de groei van de stad tot de dominerende factor in de Ommelanden. De periode waarin de prefecten daadwerkelijk gezag hadden binnen de stad is mager gedocumenteerd. Het weergeven van een ononderbroken lijst van prefecten van Groningen is daardoor niet mogelijk. Daarbij komt dat de prefectuur op enig moment ook door meerdere erfgenamen tegelijk wordt verkregen. Slechts een  gering aantal namen is gedocumenteerd.